# Krake (Heide Park)
Krake sont des montagnes russes sans sol du modèle machine plongeante situées à Heide Park, en Allemagne. Elles ont été construites par l'entreprise suisse Bolliger & Mabillard. Après Oblivion à Alton Towers, c'est la deuxième machine plongeante d'Europe, mais la première avec une inversion et des trains sans sol. C'est aussi la plus haute d'Europe.

## Description
Krake n'est pas exactement comme les autres machines plongeantes. Ses trains ont seulement six places par rangée et pas huit ou dix. Il y a trois wagons avec trois rangs pour un total de 18 passagers par train. Ses rails sont de la même grandeur que ceux des autres montagnes russes de Bolliger & Mabillard, alors que les autres machines plongeantes ont des rails plus larges. L'inversion du parcours est un Immelmann. Le train fait aussi un Splashdown.
Krake veut dire poulpe en allemand et l'attraction est thématisée sur les pirates.